# Herrenhaus Hammar
Das Herrenhaus Hammar (schwedisch: Hammars gård) liegt in der schwedischen Gemeinde Hammarö etwa 30 Kilometer östlich der Stadt Karlstad, am Ortsrand von Lövnäs und unweit des Nordufers des Vänern.
Das Gut Hammar ist schon aus dem 13. Jahrhundert bekannt. Das Herrenhaus hat sein heutiges Aussehen um 1760 bekommen, geht aber wahrscheinlich auf ein älteres Gebäude zurück.
Das Herrenhaus Hammar wurde 1968 zum Kulturdenkmal erklärt.